# Rustam Chamdamov
Rustam Usmanovič Chamdamov, in russo Руста́м Усма́нович Хамда́мов? (Tashkent, 24 maggio 1944), è un regista, sceneggiatore e costumista sovietico.
Diplomato al VGIK "Gerasimov", è noto principalmente per il film Anna Karamazoff, presentato al Festival di Cannes 1991.

## Filmografia
- V gorach mojo serdce – cortometraggio (1967)
- Nečajannye radosti (1972)
- Anna Karamazoff (1991)
- Paralleli vocali (2005)
- Brillianty. Vorovstvo – cortometraggio (2011)
- Sacco senza fondo (2017)